# Ян Жолкевський
Ян Жолкевський гербу Любич (пол. Jan Żółkiewski; пом. 1623 / 1633) — галицький шляхтич, військовик та урядник Речі Посполитої.

## Житєпис
Син Станіслава Жолкевського та його дружини Реґіни з Гербуртів.
17 травня 1615 року розбив конфедератів Карвацького разом із майбутнім коронним гетьманом Станіславом Конецпольським під Рогатином (тодішній гетьман довірив акцію проти колишніх конфедератів).

Разом із батьком брав участь у битві під Цецорою, коли був важко поранений (став калікою на одну ногу) і потрапив до турецького полону разом з родичем — теребовельським старостою Олександром Балабаном, який вирушив сам додому за грішми для викупу (10 000 злотих), а повернувся через 1 рік. Себастьян Кужанський (пол. Kurzański гербу Одровонж 1621 року перебував на Волощині у справі його звільнення), 1623 / 1633 р. був послом сейму у Варшаві, захворів.
Його улюбленцем був засновник Копайгороду Лукаш М'ясковський.
Уряди (посади): староста калуський, грубешівський, яворівський.

Помер 1623 або 1633 року від хвороби (рак), був неодруженим, нащадків не мав. Був похований у костелі святого Лаврентія в Жовкві. За версією Шимона Окольского (також за даними Шимона Старовольського) існував його надгробок, виготовлений і встановлений коштом сестри Софії Данилович з Жолкевських з епітафією:
|  | Exoriare aliquis nostris ex ossibus ultor |

.